# Saint-Louis (Górny Ren)
Saint-Louis – miejscowość i gmina we Francji, w regionie Grand Est, w departamencie Górny Ren.
Według danych na rok 1990 gminę zamieszkiwało 19 547 osób, a gęstość zaludnienia wynosiła 1160 osób/km² (wśród 903 gmin Alzacji Saint-Louis plasuje się na 7. miejscu pod względem liczby ludności, natomiast pod względem powierzchni na miejscu 108.).